# Aviron aux Jeux olympiques d'été de 1932
Navigation
Édition précédente Édition suivante
Les épreuves d'aviron lors des Jeux olympiques d'été de 1932 ont eu lieu du 9 août 1932 au 13 août 1932 au Long Beach Marine Stadium à Long Beach (Californie), aux États-Unis. 
Sept courses figurent au programme de cette compétition.

## Tableau des médailles
| Rang  | Nation           | Or | Argent | Bronze | Total |
| ----- | ---------------- | -- | ------ | ------ | ----- |
| 1     | États-Unis       | 3  | 1      | 0      | 4     |
| 2     | Grande-Bretagne  | 2  | 0      | 0      | 2     |
| 3     | Allemagne        | 1  | 2      | 0      | 3     |
| 4     | Australie        | 1  | 0      | 0      | 1     |
| 5     | Italie           | 0  | 2      | 1      | 3     |
| 6     | Pologne          | 0  | 1      | 2      | 3     |
| 7     | Nouvelle-Zélande | 0  | 1      | 0      | 1     |
| 8     | Canada           | 0  | 0      | 2      | 2     |
| 9     | France           | 0  | 0      | 1      | 1     |
| 9     | Uruguay          | 0  | 0      | 1      | 1     |
| Total | Total            | 7  | 7      | 7      | 21    |

## Podiums
| Épreuves            | Or | Argent | Bronze |
| ------------------- | --- | --- | --- |
| Skiff               | Henry Robert Pearce Australie | William Miller États-Unis | Guillermo Douglas Uruguay |
| Deux de couple      | États-Unis Kenneth Myers William Gilmore | Allemagne Herbert Buhtz Gerhard Boetzelen | Canada Charles Pratt Noël de Mille |
| Deux sans barreur   | Royaume-Uni Lewis Clive Arthur Edwards | Nouvelle-Zélande Cyril Alec Stiles Fredrick Houghton Thompson                                                                                                | Pologne Henryk Budzinski Jan Mikolajczak |
| Deux barré          | États-Unis Joseph Schauers Charles Kieffer Edward Jennings (barreur)                                                                                        | Pologne Jerzy Braun Janusz Slazak Jerzy Skolimowski (barreur)                                                                                                | France Anselme Brusa André Giriat Pierre Brunet (barreur)                                                                                        |
| Quatre sans barreur | Royaume-Uni John Badcock Hugh Edwards Jack Beresford Rowland George                                                                                         | Allemagne Karl Aletter Ernst Gaber Walter Flinsch Hans Maier                                                                                                 | Italie Antonio Ghiardello Francesco Cossu Giliante D'Este Antonio Garzoni Provenzani                                                             |
| Quatre barré        | Allemagne Hans Eller Horst Hoeck Walter Meyer Joachim Spremberg Karl Heinz Newmann (barreur)                                                                | Italie Bruno Vattovaz Giovanni Plazzer Riccardo Divora Bruno Parovel Giovanni Scher (barreur)                                                                | Pologne Jerzy Braun Janusz Slazak Stanislaw Urban Edward Kobylinski Jerzy Skolimowski (barreur)                                                  |
| Huit                | États-Unis Edwin Salisbury James Blair Duncan Gregg David Dunlap Burton Jastram Charles Chandler Harold Tower Winslow Hall (rameur) Norris Graham (barreur) | Italie Vittorio Cioni Mario Balleri Renato Bracci Dino Barsotti Roberto Vestrini Guglielmo Del Bimbo Enrico Garzelli Renato Barbieri Cesare Milani (barreur) | Canada Earl Eastwood Joseph Harris Stanley Stanyar Harry Fry Cedric Liddell William Thoburn Donald Boal Albert Taylor George MacDonald (barreur) |